# Mirșid, Sălaj

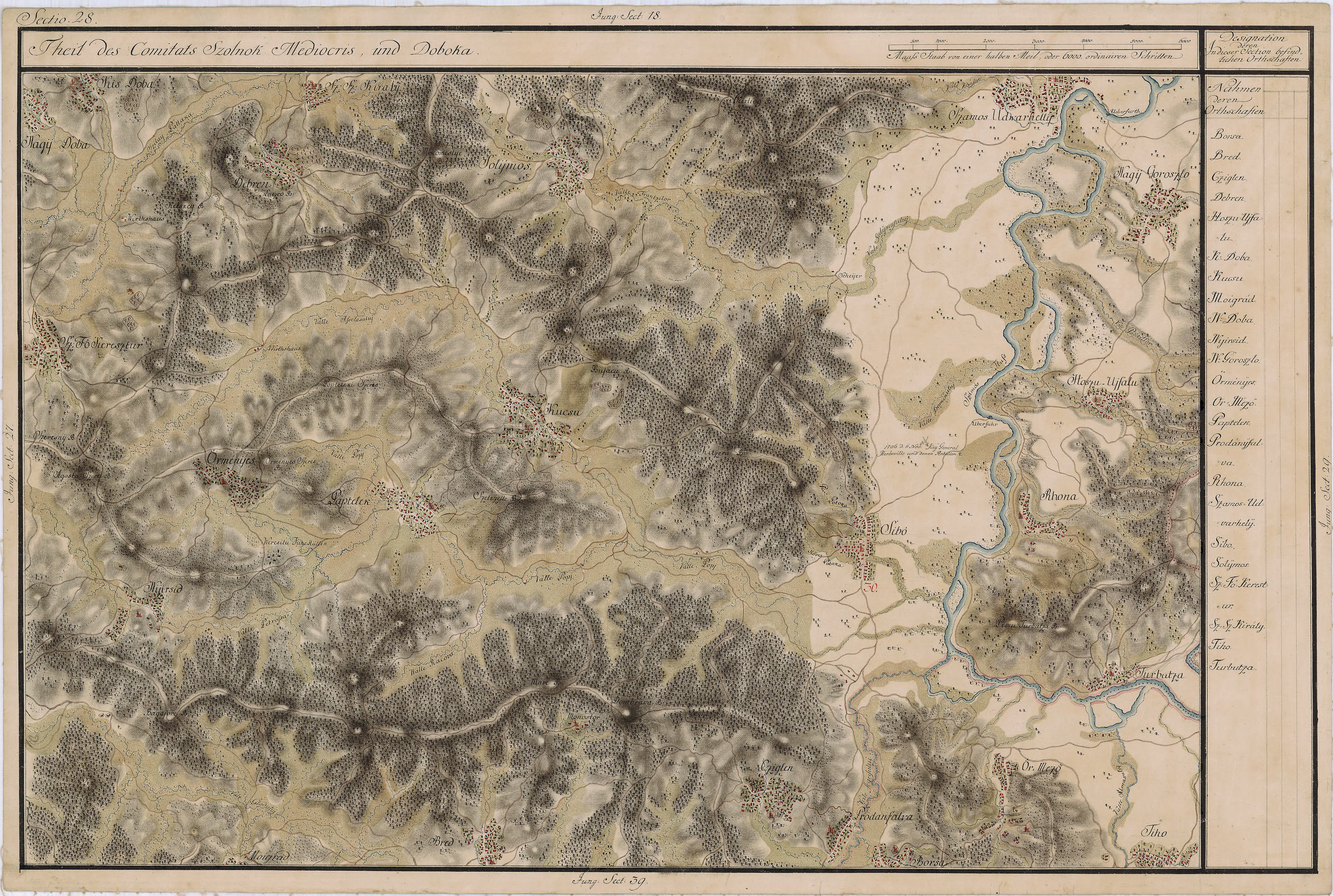
Mirșid în Harta Iosefină a Transilvaniei, 1769-1773

Mirșid este satul de reședință al comunei cu același nume din județul Sălaj, Transilvania, România.

## Date economice
- Carieră de tuf vulcanic.